# Список кавових напоїв
Кавові напої виготовляються на основі води та кавових зерен крапельним заварюванням. Приготування кави може відбуватись повільно через кавовий фільтр, френч-прес або перколятор або швидко за допомогою еспресо-машини, за такого способу напій називають еспресо, а повільно заварений напій — просто кавою. Усі кавові напої на каві або еспресо у різних пропорціях. Деякі з них можуть містити молоко, вершки, підсолоджувачі, алкогольні напої, чай.

## Зварені

### Перкольована
Кавовий перколятор — пристрій для заварювання кави. На вигляд нагадує чайник, однак у його підставці міститься спеціальна камера. Камера розташована близько до джерела тепла, з'єднана спеціальною трубкою з місткістю, де знаходиться мелена кава. Під впливом температури вода підіймається трубкою з нижньої частини перколятора до верхньої з меленою кавою. Вода проходить через каву, потім за допомогою перфорації стікає назад в місткість, розташовану в підставці перколятора.
Перколятори були популярні до 1970-х років до свого витіснення кавоварками крапельного типу.

### По-турецьки

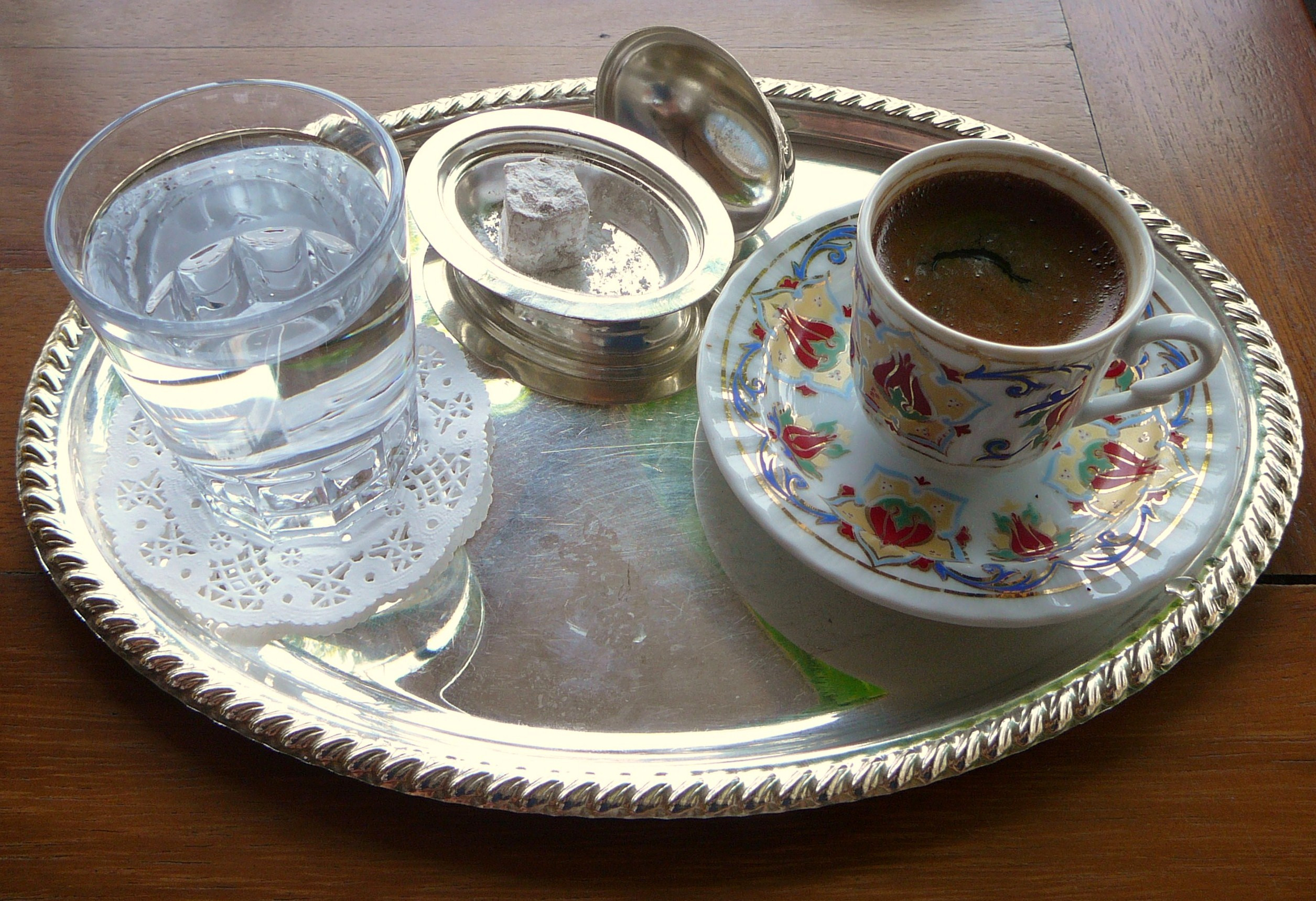
Традиційне сервірування кави по-турецьки зі склянкою води та лукумом

Зерна для кави по-турецьки перемелюються в дрібний порошок. Підготовка полягає в зануренні кавової гущи у воду та нагрівання, поки вона кипить. Цей метод дозволяє отримати найбільшу кількість піни. На Близькому Сході використовуються чотири ступеня підсолоджування кави: sade (без цукру), az şekerli (половина чайної ложки), orta şekerli (одна чайна ложка цукру), çok şekerli (багато цукру). Каву з потрібною кількістю цукру перемішують, поки вона повністю не розчиниться. Якщо каву варили довше, залишається менше піни.
ЮНЕСКО визнало каву по-турецьки нематеріальною культурною спадщиною в Туреччині.

### Мока
Мока — кава, зварена у спеціальній каворваці, яка пропускає гарячу воду під тиском пари через мелену каву при меншому тиску, ніж еспресо-машина. Аромат кави з моко-кавоварки в значній мірі залежить від сорту, рівня обжарювання, помелу та рівню тепла, що використовується. Атмосферний тиск тут вищий, суміш води й пари досягає температури вище 100 °С, що викликає більш ефективне вилучення кофеїну та ароматизаторів, в результаті чого отримується більш міцний напій, якщо порівнювати з тими, що готують шляхом крапельного заварювання.

## Вакуумна кава
Вакуумна кавоварка готує каву за допомогою двох камер, де каву виробляють паровий тиск і вакуум. Цей вид кавоварок також відомий як сифонова кавоварка, і була придумана в Берліні в 1830-х роках. Ці пристрої були використані протягом більш ніж сторіччя в багатьох частинах світу, і зовсім недавно отримали нове застосування для приготування гарячих коктейлів.

## Еспресо та його різновиди
Еспресо заварюється за допомогою еспресо-машини, де невелика кількість (25–60 мл) майже киплячої води (близько 86 to 95 °C) під тиском проходить через мелену каву.
Еспресо-машина була запатентована 1901 року, однак вперше з'явилась 1884 року, і знайшла свій розвиток в Італії. У 1950-х роках еспресо набуло популярності у Великій Британії, де його часто вживали з молоком. У 1980-х напій потрапив до США, де його також пили переважно з молоком.
Еспресо, як правило, густіше, ніж кава, заварена за допомогою інших методів. Еспресо є основою для інших кавових напоїв, таких як лате, капучино, мак'ято, мокачино та американо.
Американо
Кава американо або просто американо — різновид кави, отриманий шляхом додавання гарячої води до еспресо, даючи подібну міцність, але інший аромат від свіжозвареної кави. Напій складається з однієї або подвійної порції еспресо в поєднанні з 30-470 мл гарячої води. Міцність американо залежить від кількості еспресо. У США під американо мається на увазі поєднання гарячої води та еспресо в будь-якому порядку. До варіацій американо належать лонг блек і лунго.
Еспресо-романо
Еспресо-романо — це одна порція еспресо зі шматочком лимону або апельсину, який може міститись на ободі чашки задля підкреслення солодкості напою.
Допіо
Допіо — подвійна порція еспресо, подана у демітасі.
Кубинська кава
Кубинська традиція пити каву, часто змішуючи цукор з кавою перед заварюванням. В основі кубинського способу приготування еспресо лежить додавання тростинного цукру в ємність, куди стікає готовий кавовий напій. Це надає приготовленому таким чином напою специфічний солодкий смак. Крім того, цей спосіб дозволяє отримати піну вершкового або світло-коричневого кольору. Якісна кава, вирощена на Кубі коштує дорого, тому більшість кубинців п'ють каву, імпортовану з Пуерто-Рико, часто змішуючи її з меленим горохом.
Крема́
Кава-крема (італ. кремова кава) може мати два значення: стара назва еспресо (в 1940-1950 роках) та лонг-еспресо, що поширене в Австрії, Швейцарії та Північній Італії. Найчастіше під цим терміном розуміють еспресо, рідше — швейцарську каву з пінкою.
Лунго
Лунго — кавовий напій, зроблений за допомогою еспресо-машини за аналогією з еспресо, але з більшою кількістю води (від 130 до 170 мл).
Ристрето
Ристрето — міцний напій, порція якого менша за об'ємом, ніж еспресо. Як правило, для приготування такого напою потрібно 7 г кави на 15—20 мл води.

## З молоком

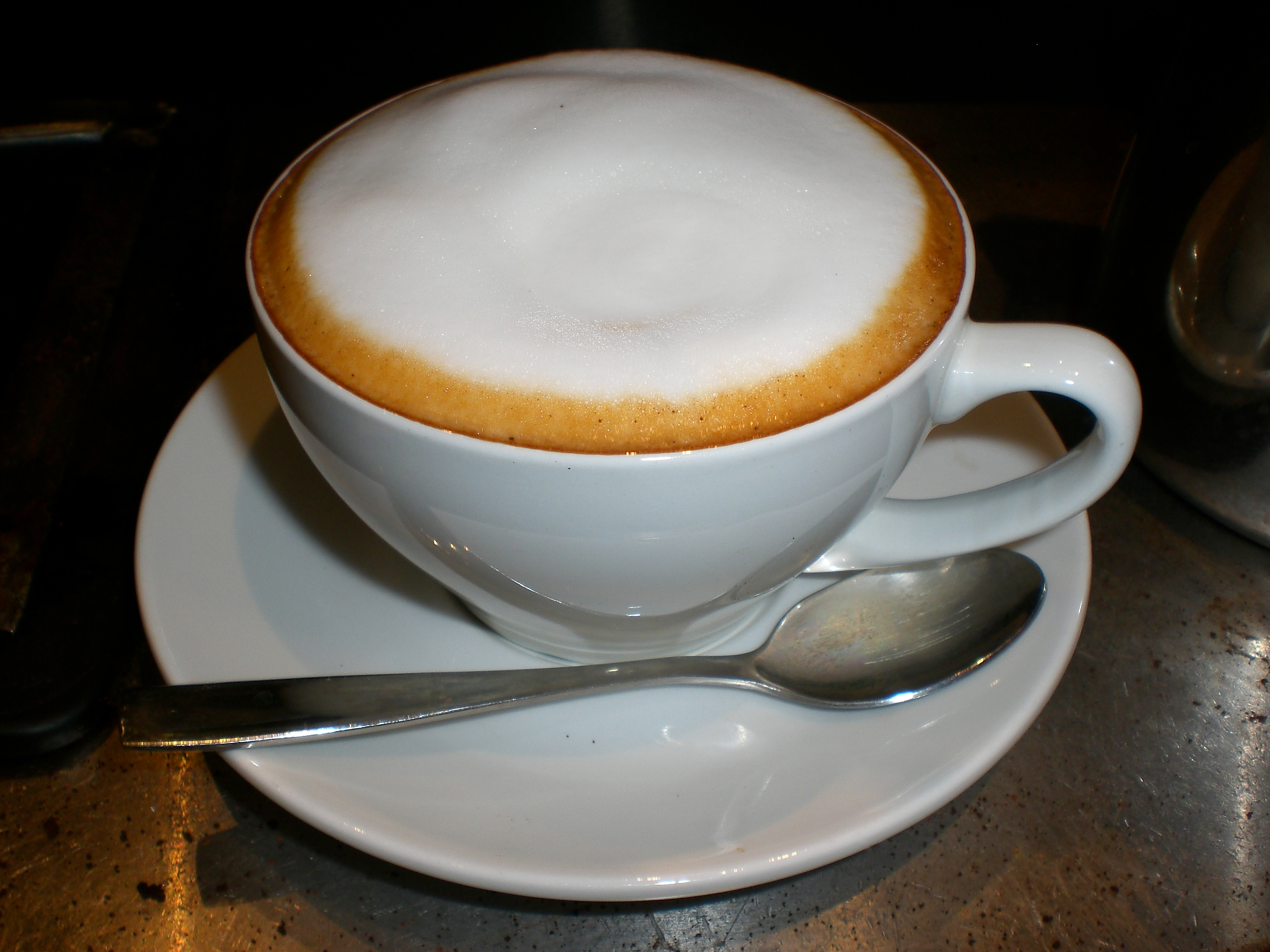
Капучино
Капучино — напій з еспресо, гарячого молока та приготованої на пару молочної піни. Цей напій відрізняється від лате меншою кількістю приготовленого на парі молока. Якщо для капучино використовується співвідношення молока до еспресо 1:2, то для лате — навпаки: дві частини молока та одна частина кави. Об'єм складає 150–180 мл. Піну в капучино зазвичай видно зверху. Капучино подається у порцеляновому посуді, оскільки він має кращі властивості зберігання тепла, ніж скло та папір.

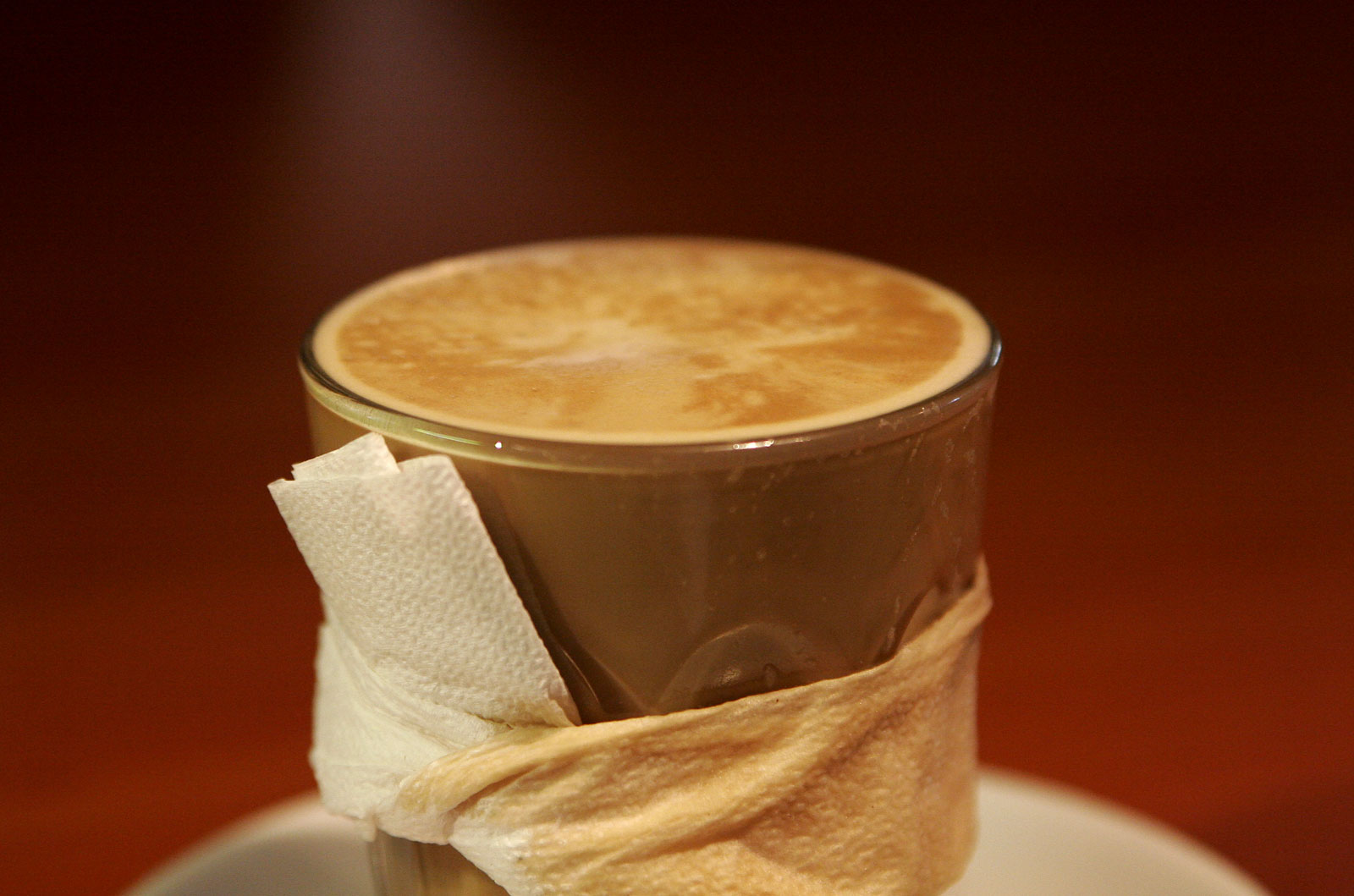
Лате
Лате — це еспресо та молоко, приготовлене на парі, зазвичай пропорції складають 1:3 або 1:5: еспресо до молока.
В Італії цей напій називають caffè latte або caffelatte, що перекладається як «кава з молоком». У північній Європі термін «кава з молоком» традиційно використовується для комбінації еспресо та молока, у той же час тей термін у США використовується для кави з вареним молоком. У Франції еспресо з молоком на парі називають grand crème, у Німеччині — 'Milchkaffee' або 'Melange', у Португалії — галоном.
Кава може замінюватись іншими інгредієнтами, такими як масала, мате або маття. Коров'яче молоко може бути замінене іншими видами молока, наприклад, мигдалевим або соєвим.
Мак'ято
Мак'ято — еспресо з додаванням спіненого молока. Не дивлячись на зовнішню схожість з капучино, цей напій має більш міцний та ароматний смак. Молоко спінюється безпосередньо у чашці, потім туди додається кава, іноді зверху може додаватись какао. Часто процес може бути зворотнім: спершу кава, потім додається спінене молоко. Лонг (англ. long — довге) мак'ято має дві порції еспресо, шот (англ. short — коротке) мак'ято містить одну порцію кави та меншу кількість води.